# Люксембургская филармония
Концертный зал имени великой герцогини Жозефины Шарлотты (фр. Salle de concerts Grande-Duchesse Joséphine-Charlotte), неофициально также часто Люксембургская филармония (люкс. Philharmonie Lëtzebuerg) — концертный зал в городе Люксембург, столице одноимённого государства. Открыт в 2005 году и расположен в так называемом Европейском квартале. Носит имя Жозефины Шарлотты, жены Великого герцога Жана, скончавшейся за полгода до его открытия.
Решение о строительстве нового концертного зала было принято парламентом Люксембурга в 1996 году. На следующий год по итогам международного конкурса для реализации был выбран проект, представленный французским архитектором Кристианом де Порзампаром. Строительство началось в 2002 году и продолжалось три года, 26 июня 2005 года зал впервые открыл свои двери для публики. Открытие зала вылилось в недельный фестиваль, в котором были задействованы около 750 музыкантов, а число посетителей превысило 15 000 человек. В ходе фестиваля состоялась мировая премьера Восьмой симфонии Кшиштофа Пендерецкого в исполнении Люксембургского филармонического оркестра, для которого новый зал стал основной концертной площадкой.